# Apostasy Records
Apostasy Records ist ein deutsches Musiklabel, das auf Extreme Metal spezialisiert ist. Es wurde im November 2011 von Tomasz Wisniewski, dem Sänger der Melodic-Death-Metal-Band Nyktophobia in Lindern (Oldenburg), gegründet. Bis heute hat das Label um die 50 Veröffentlichungen im Bereich Death und Black Metal auf den Musikmarkt gebracht und erfreut sich wachsender Beliebtheit. 
Vertriebspartner von Apostasy Records sind SPV, Sound Pollution AB aus Schweden und MVD Entertainment Group aus den USA.
Der Name des Labels entspricht der englischen Übersetzung von Apostasie, also der "Abkehr vom Glauben".

## Bands
Folgende Bands stehen oder standen bei Apostasy Records unter Vertrag:
- Aesmah (FR)
- Ablaze My Sorrow (SE)
- Aeonyzhar (D)
- Burial Vault (D)
- Black Abyss (D)
- Black Therapy (IT)
- Damnation Defaced (D)
- Deadborn (D)
- Disparaged (CH)
- Dysmal (D)
- Dead Talks (FIN)
- Diabolisches Werk (D)
- Embedded (D Osnabrück)
- Fleshworks (D Osnabrück)
- Fleshcrawl (D)
- Fragments Of Unbecoming (D)
- Halls of Oblivion (D)
- Insignium (D)
- Iron Walrus (D Osnabrück)
- Lay Down Rotten (D)
- Maladie (D)
- Massen (BY/D)
- Magenta Harvest (FIN)
- Nailed to Obscurity (D)
- Nothgard (D)
- Nyktophobia (D)
- Obscenity (D)
- Overtorture (SE)
- Path of Destiny (D)
- Permutation (D)
- Punish (CH)
- Profanity (D)
- Reincarnage (SE)
- Sonic Reign (D)
- Sign Of Cain (IL)
- Spheron (D)
- Symbiontic (D)
- Sacrifire (D)
- Soul Demise (D)
- Serenity In Murder (JP)
- Seasons In Black (D)
- The Very End (D)
- This Ending (SE)
- The Duskfall (SE)
- Torturized (D)
- Von Branden (D)
- Virocracy (D)